# Püspökhatvan
Püspökhatvan is een plaats (község) en gemeente in het Hongaarse comitaat Pest. Püspökhatvan telt 1565 inwoners (2004).